# OnePlus 7T
Lo OnePlus 7T è uno smartphone di fascia alta prodotto da OnePlus, annunciato e commercializzato da settembre 2019.

## Caratteristiche tecniche

### Hardware
Il dispositivo misura 160.9 x 74.4 x 8.1 mm e pesa 190 grammi. È dotato di un chipset Qualcomm Snapdragon 855+ (processo produttivo a 7 nm), con CPU octa-core e GPU Adreno 640.
È stato commercializzato con 8 GB di RAM e 128 o 256 GB di memoria interna UFS 3.0 non espandibile.
Supporta la connettività 2/3/4G, Wi-Fi 802.11 a/b/g/n/ac, dual-band, Wi-Fi Direct, DLNA, hotspot, Bluetooth 5.0, A2DP, LE, aptX HD, GPS, GLONASS, BDS, GALILEO e NFC. Ha una porta USB-C 3.1 OTG.
Il display è un Fluid AMOLED da 6.55 pollici con risoluzione Full HD+ (1080 x 2400 pixel), protezione Gorilla Glass 5, supporto HDR10+ e una densità di pixel di 402 ppi. Il sensore di impronte digitali è posizionato sotto lo schermo.
La fotocamera posteriore ha tre obiettivi: 48 MP, f/1.6, PDAF, OIS; 12 MP, f/2.2 (teleobiettivo), PDAF, zoom ottico 2x; 16 MP, f/2.2 (grandangolare), AF, video 4K@30/60fps, gyro-EIS, doppio flash LED. La fotocamera anteriore è da 16 MP, f/2.0, con registrazione video 1080p@30fps.
La batteria è una Batteria ai polimeri di litio da 3800 mAh, non removibile, con supporto per la ricarica rapida a 30 W.

### Software
Il dispositivo è dotato di sistema operativo Android 10, aggiornabile fino ad Android 12, con interfaccia utente OxygenOS 12.1.